# Province de Cumaná
1810–1864
Entités précédentes :
- Nouvelle-Andalousie

Entités suivantes :
- Province de Barcelona (es) (1811)
- État de Sucre
- État de Monagas

La province de Cumaná est une ancienne entité coloniale espagnole de l'actuel Venezuela. Après l'indépendance, la province est intégrée au département de l'Orénoque, puis au département de Maturín. Aujourd'hui, son territoire est partagé entre les États vénézuéliens de Sucre et de Monagas.

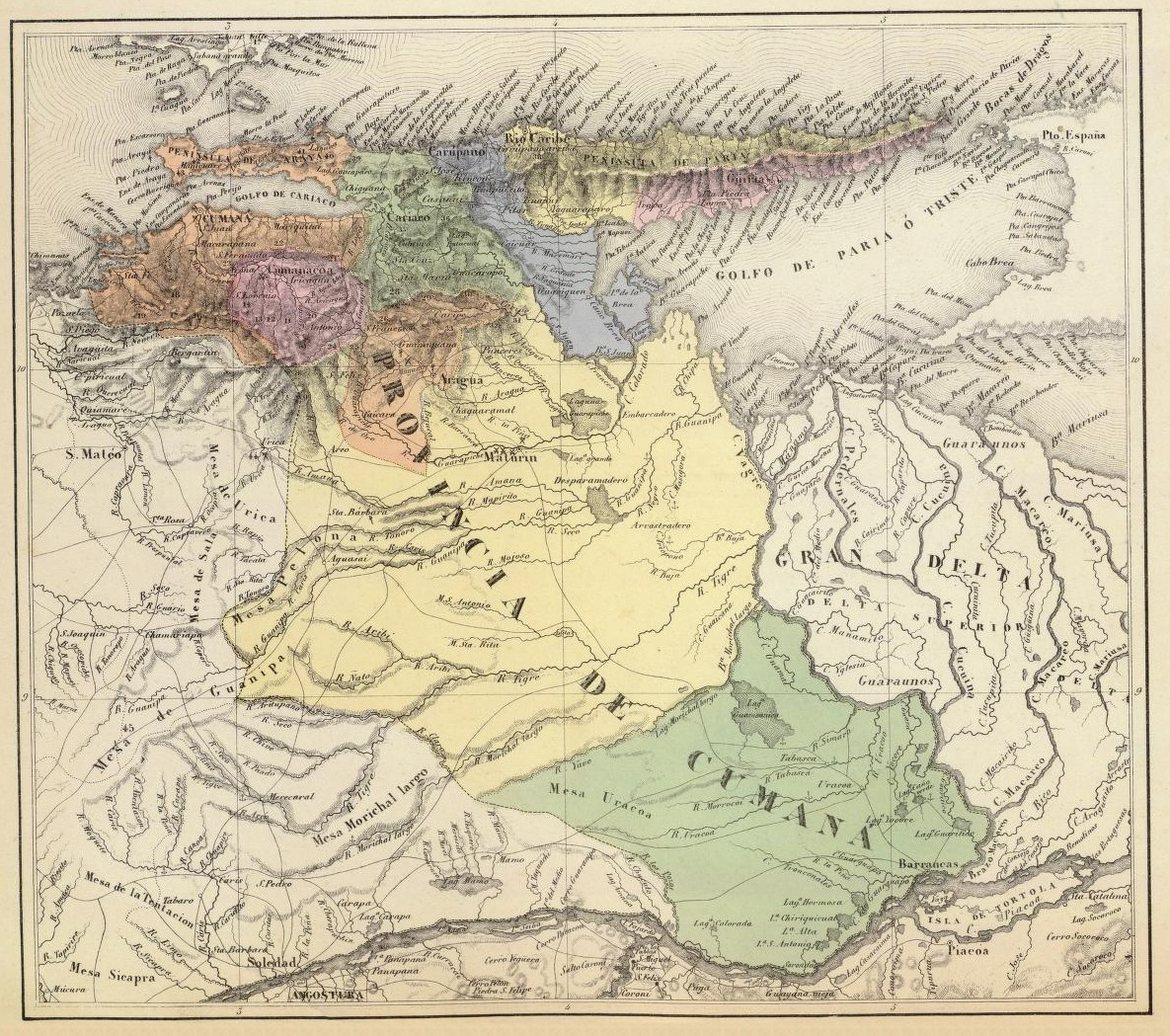
Carte de la Province de Cumaná en 1840

## Evolution

1810 à 1811
1811 à 1856
1856 à 1864